# Hobba
Hobba é uma vila na comuna de Reguiba, no distrito de Reguiba, província de El Oued, Argélia. A vila está localizada na rodovia N48 na junção com uma estrada local levando a Reguiba, 29 quilômetros (18 milhas) a noroeste de El Oued.